# Nokia 100
Nokia 100 — телефон із базовими функціями 2G, випущений компанією Nokia 25 серпня 2011 року. Мобільний телефон орієнтований на ринки, що розвиваються, і на споживачів з обмеженим бюджетом. Його можна було придбати без розблокування оператора за відносно низькою ціною (20 євро або 30 доларів США на момент запуску).

## Характеристика
Телефон має кольоровий дисплей, вбудований ліхтарик, FM-радіо і автоматичний голосовий сигнал. Був випущений у синьому, рожевому, чорному та червоному кольорах.
Пристрій працює на програмній платформі Series 30, підтримує до п'яти окремих адресних книг і може зберігати дані персоналізації до п'яти окремих SIM-карт. Телефон також поставляється з грою Solitaire.

## Галерея

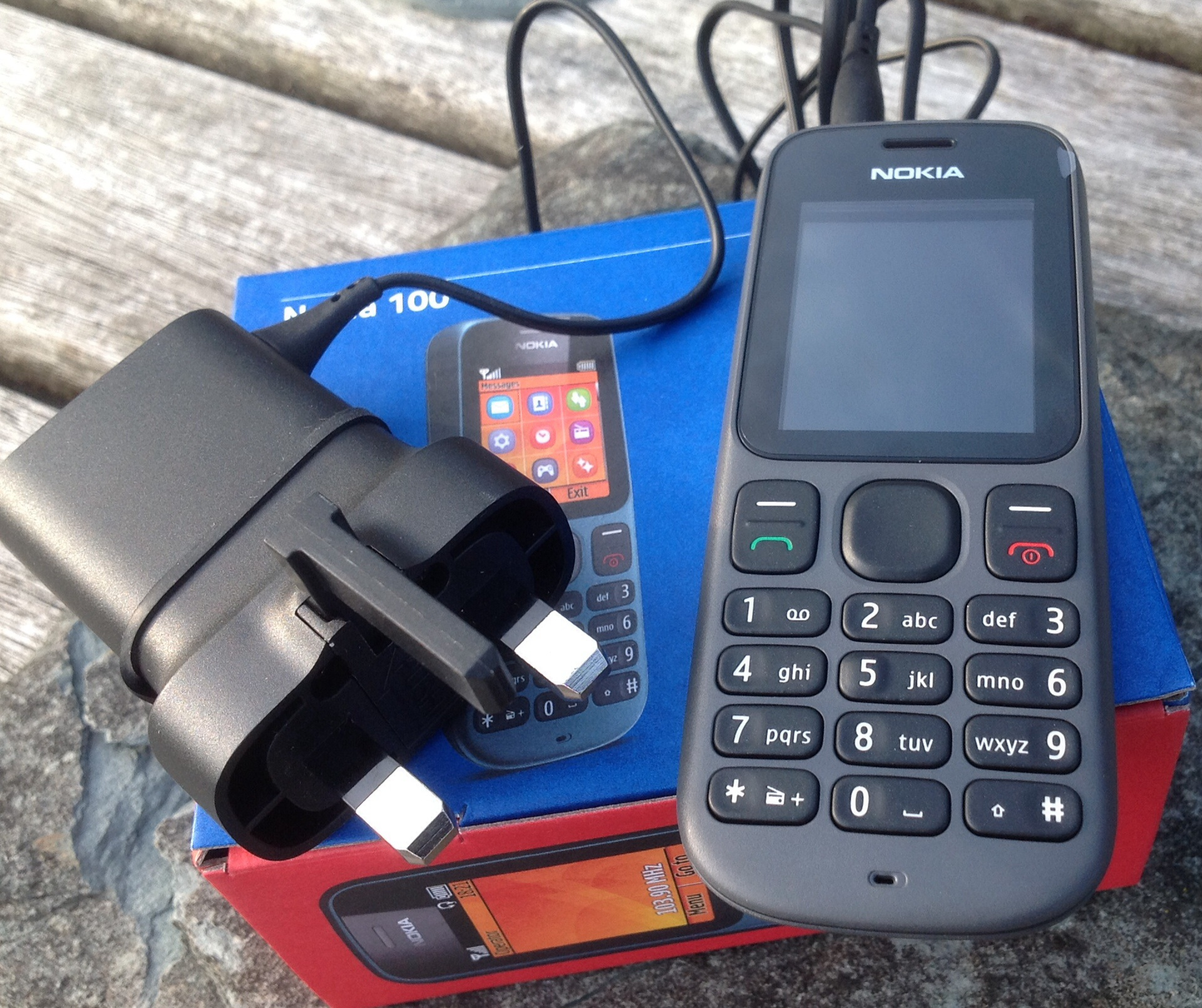
Nokia 100 із зарядним пристроєм
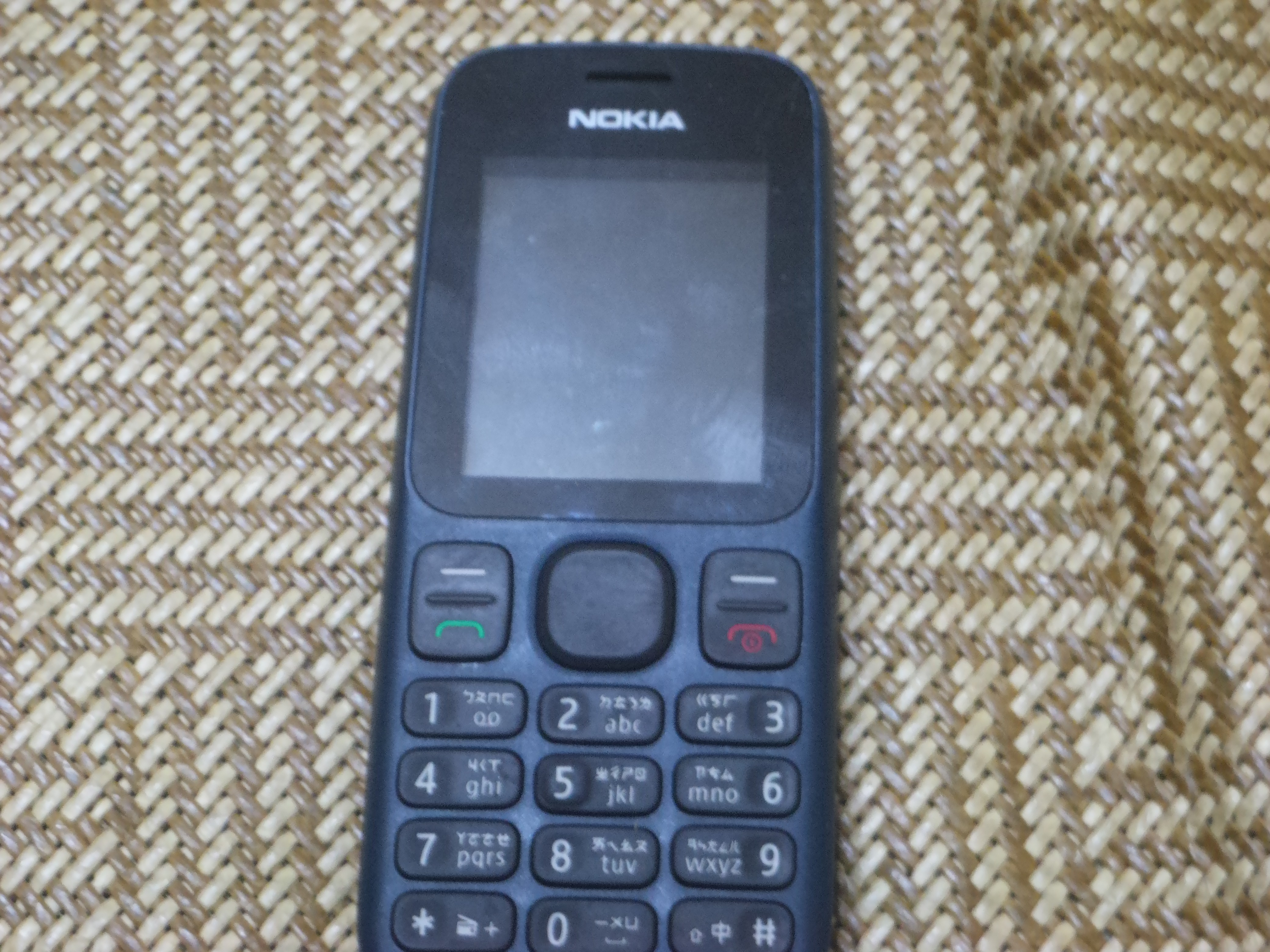
Nokia 100 у виключеному стані